# Przemysław Walczak
Przemysław Jacek Walczak (ur. 9 sierpnia 1961 w Śmiglu) – polski menedżer, samorządowiec i urzędnik państwowy, burmistrz Polkowic (1990–1992), wicewojewoda legnicki (1992–1994).

## Życiorys
Ukończył studia na Wydziale Ekonomiki Produkcji i Obrotu Akademii Ekonomicznej w Poznaniu, gdzie działał w Niezależnym Zrzeszeniu Studentów, organizował strajki studenckie. Od 1986 mieszkał w Polkowicach, gdzie pracował jako nauczyciel w szkole podstawowej. Udzielał się w lokalnym Stronnictwie Demokratycznym, a także NSZZ „Solidarność”, redagując biuletyn Komitetu Obywatelskiego pod nazwą „Bez Tytułu”. W 1990 przez krótki okres był korespondentem dolnośląskiego oddziału TVP.
W wyborach samorządowych w 1990 uzyskał mandat radnego rady miejskiej w Polkowicach z poparciem KO „Solidarność”. Został wybrany na burmistrza miasta i gminy. Po odejściu ze Stronnictwa Demokratycznego związany z Kongresem Liberalno-Demokratycznym, z jego ramienia sprawował do 1994 funkcję wicewojewody legnickiego. Później wycofał się z działalności politycznej. Od 1994 do 1997 uczestniczył w projektach restrukturyzacyjnych w Cuprum-Banku, Dolnośląskiej Spółce Inwestycyjnej oraz Zakładach Górniczych „Konrad” w Iwinach. W latach 1997–1998 był prezesem zarządu spółki akcyjnej Rawent. W 1999 podjął pracę w przedsiębiorstwie Pfleiderer Grajewo, został później dyrektorem ds. personalnych.